# Per Demervall
Per Demervall (né le 1er septembre 1955 à Stockholm) est un auteur de bande dessinée et illustrateur suédois. 

## Distinction
- 2018 : prix Adamson du meilleur auteur suédois pour l'ensemble de son œuvre